# 阿羅賴島

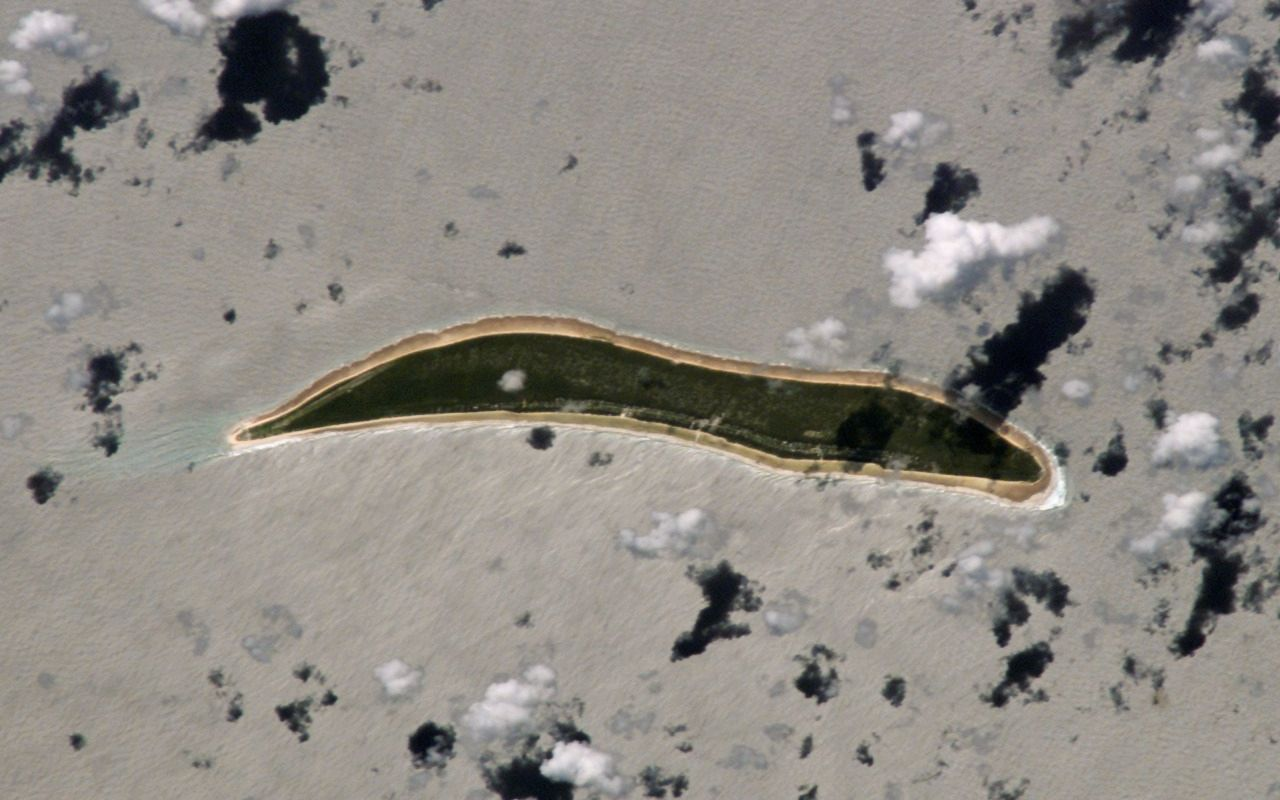

阿羅賴島是太平洋島國基里巴斯的環礁，屬於吉爾伯特群島的一部分，位於塔馬納島東南85公里，長9公里、寬1公里，面積9.5平方公里，島上有機場設施，2000年人口1,225。

## 外部連結
- https://web.archive.org/web/20121105184303/http://www.panoramio.com/photo/32000187
- Exhibit: The Alfred Agate Collection: The United States Exploring Expedition, 1838-1842 （页面存档备份，存于） from the Navy Art Gallery

2°38′37″S 176°49′54″E / 2.64361°S 176.83167°E